# HTC Oxygen
HTC Oxygen，原廠型號HTC S310，是台灣宏達電公司所推出的智慧型手機，搭載微軟 Windows Mobile 5，面向低端市場。2006年9月於亞洲首度發表。客製版本HTC S310，Dopod 310，Orange SPV C100。

## 技術規格
- 處理器：TI OMAP850 201MHz
- 作業系統：Windows Mobile 5.0 SmartPhone Edition
- 記憶體：ROM：64MB，RAM：64MB
- 尺寸：108 毫米 X 47 毫米 X 18.5 毫米
- 重量：105g（含電池）
- 螢幕：QCIF 解析度、2.0 吋 TFT-LCD 螢幕
- 網路：GSM/GPRS/EDGE
- 藍牙：Bluetooth 1.2
- 相機：130萬畫素相機，支援自動對焦功能
- 電池：1150mAh充電式鋰或鋰聚合物電池

## 外部連結
- HTC S310 概觀
- HTC S310 技術規格（页面存档备份，存于）